# Schoenorchis
Schoenorchis – rodzaj roślin z rodziny storczykowatych (Orchidaceae). Obejmuje 28 gatunków. Występują one w południowo-wschodniej Azji, w północno-wschodniej Australii i na wyspach południowo-zachodniego Oceanu Spokojnego w takich krajach i regionach jak: Andamany, Asam, Bangladesz, Borneo, Kambodża, południowo-wschodnie i południowo-centralne Chiny, wschodnie Himalaje, Fidżi, Hajnan, Indie, Jawa, Laos, Małe Wyspy Sundajskie, Malezja, Mjanma, Nepal, Nowa Kaledonia, Nowa Gwinea, Filipiny, Queensland, Samoa, Wyspy Salomona, Sri Lanka, Celebes, Sumatra, Tajwan, Tajlandia, Tybet, Vanuatu, Wietnam. Są to epifityczne rośliny zielne rosnące w lasach tropikalnych na drzewach lub gałęziach, rzadko także na podłożu ultramaficznym na wysokościach do 2500 m n.p.m.

## Morfologia
PokrójRośliny zielne o pędach do 30 cm długości, zwisających lub wznoszących się, pojedynczych, rzadziej rozgałęzionych, z kilkoma lub licznymi węzłami.
LiścieLiczne, dwustronne, nagie półwalcowate lub walcowate, połączone stawowato z pochwiastą nasadą, opadające w porze suchej.
KwiatyKwiatostan boczny, groniasty lub wiechowaty, wielokwiatowy. Kwiaty odwrócone, listki okwiatu wolne, te z wewnętrznego okółka zwykle mniejsze od zewnętrznych, wszystkie zwykle nieco stulone, zwykle białe lub czerwono-purpurowe. Warżka sztywno przylega do nasady prętosłupa, podobnej długości jak inne listki okwiatu lub od nich dłuższa, trójłatkowa, z ostrogą u nasady. Prętosłup bez stopy, z czterema pyłkowinami ułożonymi w dwóch parach.

## Systematyka
Rodzaj sklasyfikowany do podplemienia Aeridinae w plemieniu Vandeae, podrodzina epidendronowe (Epidendroideae), rodzina storczykowate (Orchidaceae), rząd szparagowce (Asparagales) w obrębie roślin jednoliściennych.
Wykaz gatunków
- Schoenorchis aurea (Ridl.) Garay
- Schoenorchis brevirachis Seidenf.
- Schoenorchis buddleiflora (Schltr. & J.J.Sm.) J.J.Sm.
- Schoenorchis endertii (J.J.Sm.) Christenson & J.J.Wood
- Schoenorchis fragrans (C.S.P.Parish & Rchb.f.) Seidenf. & Smitinand
- Schoenorchis gemmata (Lindl.) J.J.Sm.
- Schoenorchis hangianae Aver. & Duy
- Schoenorchis jerdoniana (Wight) Garay
- Schoenorchis juncifolia Reinw. ex Blume
- Schoenorchis manilaliana M.Kumar & Sequiera
- Schoenorchis micrantha Reinw. ex Blume
- Schoenorchis minutiflora (Ridl.) J.J.Sm.
- Schoenorchis nivea (Lindl.) Schltr.
- Schoenorchis pachyacris (J.J.Sm.) J.J.Sm.
- Schoenorchis pachyglossa (Lindl.) Garay
- Schoenorchis paniculata Blume
- Schoenorchis phitamii Aver.
- Schoenorchis sarcophylla Schltr.
- Schoenorchis scolopendria Aver.
- Schoenorchis secundiflora (Ridl.) J.J.Sm.
- Schoenorchis seidenfadenii Pradhan
- Schoenorchis smeeana (Rchb.f.) Jalal, Jayanthi & Schuit.
- Schoenorchis subulata (Schltr.) J.J.Sm.
- Schoenorchis sumatrana J.J.Sm.
- Schoenorchis tatonii Aver.
- Schoenorchis tixieri (Guillaumin) Seidenf.
- Schoenorchis tortifolia (Jayaw.) Garay
- Schoenorchis vanoverberghii Ames